# Бібиці
Бібиці (пол. Bibice) — село в Польщі, у гміні Зельонки Краківського повіту Малопольського воєводства.
Населення — 2671 особа (2011).
У 1975-1998 роках село належало до Краківського воєводства.

## Демографія
Демографічна структура станом на 31 березня 2011 року:
|          | Загалом | Допрацездатний вік | Працездатний вік | Постпрацездатний вік |
| -------- | ------- | ------------------ | ---------------- | -------------------- |
| Чоловіки | 1302    | 325                | 879              | 98                   |
| Жінки    | 1369    | 310                | 856              | 203                  |
| Разом    | 2671    | 635                | 1735             | 301                  |